# Sorbische Geige

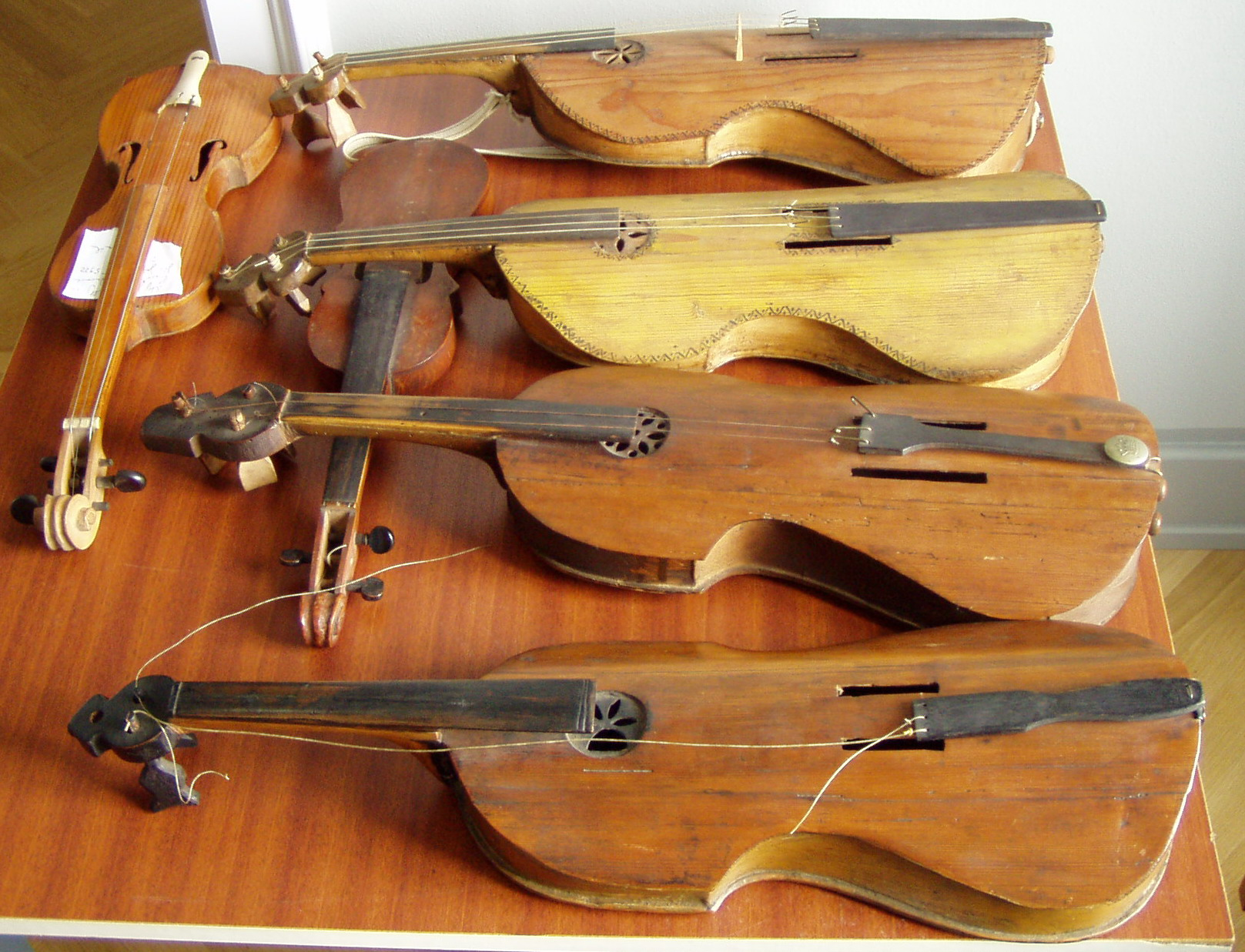
Mehrere Exemplare sorbischer Geigen

Sorbische Geige werden zwei unterschiedlich große Kastenhalslauten mit drei Saiten genannt, die Sorben in ihrer Volksmusik verwenden. Die kleine Version heißt auf Sorbisch małe husle und die große Version wulke husle.
Es handelt sich zum einen um die große Geige, die ungefähr 60 Zentimeter lang ist. Sie wird in der katholischen Gegend der Oberlausitz verwendet. Zum anderen haben die Sorben aber auch eine kleine Geige, die man Hochzeits- oder Trauungsgeige nennt. Die kleine Geige wird nur in der Gegend um Schleife in der mittleren Lausitz verwendet. Die Musikanten spielen auf ihr nur zu Hochzeiten und nur in Begleitung eines sorbischen Dudelsacks. Im Allgemeinen verwenden die Sorben heutzutage keine traditionellen Instrumente mehr, aber es gibt Ensembles, in denen Musikanten auf Kopien solcher sorbischen Geigen aufspielen. 
Historische sorbische Geigen befinden sich in den Sammlungen des Sorbischen Museums Bautzen, des Stadtmuseums Bautzen, des Wendischen Museums Cottbus und des Kulturhistorischen Museums Görlitz.